# Elezioni comunali in Campania del 2009
Le elezioni comunali in Campania del 2009 si tennero il 6-7 giugno, con ballottaggio il 21-22 giugno.

## Napoli

### Acerra
| Candidati                         | Candidati                                | Voti                        | %     | Liste                      | Voti   | %     | Seggi |
| --------------------------------- | ---------------------------------------- | --------------------------- | ----- | -------------------------- | ------ | ----- | ----- |
|                                   | Tommaso Esposito Accede al ballottaggio  | 15.644                      | 47,48 | Partito Democratico        | 4.236  | 13,26 | 6     |
| Alleanza di Centro per la Libertà | Tommaso Esposito Accede al ballottaggio  | 15.644                      | 47,48 | 2.752                      | 8,61   | 4     |       |
| Progetto Acerra                   | Tommaso Esposito Accede al ballottaggio  | 15.644                      | 47,48 | 1.972                      | 6,17   | 2     |       |
| Italia dei Valori                 | Tommaso Esposito Accede al ballottaggio  | 15.644                      | 47,48 | 1.770                      | 5,54   | 2     |       |
| Unione di Centro                  | Tommaso Esposito Accede al ballottaggio  | 15.644                      | 47,48 | 1.733                      | 5,42   | 2     |       |
| Cattolici Democratici             | Tommaso Esposito Accede al ballottaggio  | 15.644                      | 47,48 | 848                        | 2,65   | 1     |       |
| Centro per la Libertà             | Tommaso Esposito Accede al ballottaggio  | 15.644                      | 47,48 | 682                        | 2,13   | 1     |       |
| Intesa Civica Popolare            | Tommaso Esposito Accede al ballottaggio  | 15.644                      | 47,48 | 463                        | 1,45   | -     |       |
|                                   | Gerardo Bigliardo Accede al ballottaggio | 14.366                      | 43,60 | Il Popolo della Libertà    | 6.782  | 21,23 | 7     |
| Trenta Fare Futuro                | Gerardo Bigliardo Accede al ballottaggio | 14.366                      | 43,60 | 1.357                      | 4,25   | 1     |       |
| Movimento per le Autonomie        | Gerardo Bigliardo Accede al ballottaggio | 14.366                      | 43,60 | 1.317                      | 4,12   | 1     |       |
| Uniti per Bigliardo               | Gerardo Bigliardo Accede al ballottaggio | 14.366                      | 43,60 | 1.129                      | 3,53   | 1     |       |
| Ecologisti Riformisti             | Gerardo Bigliardo Accede al ballottaggio | 14.366                      | 43,60 | 962                        | 3,01   | -     |       |
| Patto per Acerra                  | Gerardo Bigliardo Accede al ballottaggio | 14.366                      | 43,60 | 921                        | 2,88   | -     |       |
| Udeur                             | Gerardo Bigliardo Accede al ballottaggio | 14.366                      | 43,60 | 909                        | 2,85   | -     |       |
| Acerra nel Cuore                  | Gerardo Bigliardo Accede al ballottaggio | 14.366                      | 43,60 | 725                        | 2,27   | -     |       |
| Movimento per l'Italia            | Gerardo Bigliardo Accede al ballottaggio | 14.366                      | 43,60 | 433                        | 1,36   | -     |       |
| Unione delle Imprese              | Gerardo Bigliardo Accede al ballottaggio | 14.366                      | 43,60 | 388                        | 1,21   | -     |       |
| Seggio al candidato sindaco       | Seggio al candidato sindaco              | Seggio al candidato sindaco | 43,60 | 1                          |        |       |       |
|                                   | Giovanbattista De Laurentis              | 1.393                       | 4,23  | Federazione della Sinistra | 960    | 3,00  | -     |
| Punto Acerra                      | Giovanbattista De Laurentis              | 1.393                       | 4,23  | 339                        | 1,06   | -     |       |
| Seggio al candidato sindaco       | Seggio al candidato sindaco              | Seggio al candidato sindaco | 4,23  | 1                          |        |       |       |
|                                   | Eva Basile                               | 1.037                       | 3,15  | Lista Basile               | 875    | 2,74  | -     |
|                                   | Ugo Parisi                               | 508                         | 1,54  | Parisi Progetto Italia     | 397    | 1,24  | -     |
| Totale                            | Totale                                   | 31.950                      | 100   |                            | 32.948 | 100   | 30    |

### Casalnuovo di Napoli
| Candidati                   | Candidati                             | Voti                        | %      | Liste                         | Voti   | %      | Seggi |
| --------------------------- | ------------------------------------- | --------------------------- | ------ | ----------------------------- | ------ | ------ | ----- |
|                             | Antonio Peluso Accede al ballottaggio | 7.784                       | 29,91  | Rinascita Casalnuovese-Peluso | 2.788  | 11,05  | 5     |
| La Stella                   | Antonio Peluso Accede al ballottaggio | 7.784                       | 29,91  | 2.584                         | 10,24  | 4      |       |
| Sinistra e Libertà          | Antonio Peluso Accede al ballottaggio | 7.784                       | 29,91  | 1.061                         | 4,21   | 2      |       |
| Italia Popolare             | Antonio Peluso Accede al ballottaggio | 7.784                       | 29,91  | 968                           | 3,84   | 1      |       |
|                             | Biagio Cusati Accede al ballottaggio  | 7.343                       | 28,22  | Socialisti per Casalnuovo     | 2.477  | 9,70   | 3     |
| Democrazia Cristiana        | Biagio Cusati Accede al ballottaggio  | 7.343                       | 28,22  | 1.590                         | 6,30   | 1      |       |
| Per Casalnuovo              | Biagio Cusati Accede al ballottaggio  | 7.343                       | 28,22  | 1.353                         | 5,36   | 1      |       |
| Il Faro                     | Biagio Cusati Accede al ballottaggio  | 7.343                       | 28,22  | 1.288                         | 5,11   | 1      |       |
| Casalnuovo Futura           | Biagio Cusati Accede al ballottaggio  | 7.343                       | 28,22  | 1.210                         | 4,80   | 1      |       |
| Udeur                       | Biagio Cusati Accede al ballottaggio  | 7.343                       | 28,22  | 350                           | 1,39   | -      |       |
| Seggio al candidato sindaco | Seggio al candidato sindaco           | Seggio al candidato sindaco | 28,22  | 1                             |        |        |       |
|                             | Giovanni Romano                       | 7.343                       | 28,22  | Unione di Centro              | 1.852  | 7,54   | 2     |
| Lista Giovanni Romano       | Giovanni Romano                       | 7.343                       | 28,22  | 827                           | 3,28   | -      |       |
| Repubblicani Democratici    | Giovanni Romano                       | 7.343                       | 28,22  | 212                           | 0,84   | -      |       |
| Seggio al candidato sindaco | Seggio al candidato sindaco           | Seggio al candidato sindaco | 28,22  | 1                             |        |        |       |
|                             | Pietro De Luca                        | 3.333                       | 12,81  | Il Popolo della Libertà       | 3.238  | 12,38  | 5     |
| Seggio al candidato sindaco | Seggio al candidato sindaco           | Seggio al candidato sindaco | 12,81  | 1                             |        |        |       |
|                             | Geremia Romano                        | 2.190                       | 8,42   | Partito Democratico           | 1.757  | 6,96   | -     |
| Seggio al candidato sindaco | Seggio al candidato sindaco           | Seggio al candidato sindaco | 8,42   | 1                             |        |        |       |
|                             | Giuseppe Catauro                      | 1.010                       | 3,88   | Movimento per le Autonomie    | 973    | 3,86   | -     |
|                             | Pietro D'Alisa                        | 508                         | 1,95   | Federazione della Sinistra    | 408    | 1,62   | -     |
|                             | Gerardo Giannone                      | 272                         | 1,05   | Classe Operaia                | 220    | 0,87   | -     |
|                             | Antonio Marfella                      | 163                         | 0,63   | Per il Bene Comune            | 104    | 0,41   | -     |
| Totale                      | Totale                                | 25.230                      | 100,00 |                               | 26.024 | 100,00 | 30    |

### Gragnano
| Candidati                         | Candidati                                 | Voti                        | %     | Liste                        | Voti   | %     | Seggi |
| --------------------------------- | ----------------------------------------- | --------------------------- | ----- | ---------------------------- | ------ | ----- | ----- |
|                                   | Annarita Patriarca Accede al ballottaggio | 8.536                       | 44,63 | Il Popolo della Libertà      | 2.257  | 12,19 | 4     |
| Movimento per le Autonomie        | Annarita Patriarca Accede al ballottaggio | 8.536                       | 44,63 | 2.050                        | 11,07  | 3     |       |
| Gragnano Libera                   | Annarita Patriarca Accede al ballottaggio | 8.536                       | 44,63 | 1.376                        | 7,43   | 2     |       |
| Alleanza di Centro per la Libertà | Annarita Patriarca Accede al ballottaggio | 8.536                       | 44,63 | 974                          | 5,26   | 1     |       |
| Per Gragnano                      | Annarita Patriarca Accede al ballottaggio | 8.536                       | 44,63 | 756                          | 4,08   | 1     |       |
| Nuovo PSI                         | Annarita Patriarca Accede al ballottaggio | 8.536                       | 44,63 | 750                          | 4,05   | 1     |       |
| Gragnano Giovane                  | Annarita Patriarca Accede al ballottaggio | 8.536                       | 44,63 | 352                          | 1,90   | -     |       |
|                                   | Michele Mascolo Accede al ballottaggio    | 5.273                       | 27,57 | Gruppo Democratico Cristiano | 1.932  | 10,43 | 2     |
| Unione di Centro                  | Michele Mascolo Accede al ballottaggio    | 5.273                       | 27,57 | 1.129                        | 6,10   | 1     |       |
| Gragnano dei Valori               | Michele Mascolo Accede al ballottaggio    | 5.273                       | 27,57 | 946                          | 5,11   | 1     |       |
| Sviluppo e Democrazia             | Michele Mascolo Accede al ballottaggio    | 5.273                       | 27,57 | 924                          | 4,99   | -     |       |
| Gragnano nel Cuore                | Michele Mascolo Accede al ballottaggio    | 5.273                       | 27,57 | 756                          | 4,08   | -     |       |
| Seggio al candidato sindaco       | Seggio al candidato sindaco               | Seggio al candidato sindaco | 27,57 | 1                            |        |       |       |
|                                   | Michele Inserra                           | 2.981                       | 19,59 | Partito Democratico          | 1.452  | 7,84  | 1     |
| La Sinistra per Inserra           | Michele Inserra                           | 2.981                       | 19,59 | 580                          | 3,13   | -     |       |
| Gragnano che Vive                 | Michele Inserra                           | 2.981                       | 19,59 | 535                          | 2,89   | -     |       |
| Seggio al candidato sindaco       | Seggio al candidato sindaco               | Seggio al candidato sindaco | 19,59 | 1                            |        |       |       |
|                                   | Franco Zagaroli                           | 1.263                       | 6,60  | Zagaroli Sindaco             | 821    | 4,43  | -     |
| Alleanza per Gragnano             | Franco Zagaroli                           | 1.263                       | 6,60  | 298                          | 1,61   | -     |       |
| Seggio al candidato sindaco       | Seggio al candidato sindaco               | Seggio al candidato sindaco | 6,60  | 1                            |        |       |       |
|                                   | Alfonso Irollo                            | 1.073                       | 5,61  | Gragnano Democratica         | 633    | 3,42  | -     |
| Totale                            | Totale                                    | 18.521                      | 100   |                              | 19.126 | 100   | 20    |

### Marigliano
| Candidati                   | Candidati                                    | Voti                        | %      | Liste                             | Voti   | %      | Seggi |
| --------------------------- | -------------------------------------------- | --------------------------- | ------ | --------------------------------- | ------ | ------ | ----- |
|                             | Antonio Sodano Accede al ballottaggio        | 7.845                       | 40,82  | Il Popolo della Libertà           | 5.797  | 31,29  | 14    |
| La Città che Vogliamo       | Antonio Sodano Accede al ballottaggio        | 7.845                       | 40,82  | 1.392                             | 7,51   | 1      |       |
| Unione di Centro            | Antonio Sodano Accede al ballottaggio        | 7.845                       | 40,82  | 787                               | 4,25   | 1      |       |
|                             | Sebastiano Sorrentino Accede al ballottaggio | 6.372                       | 33,15  | Partito Democratico               | 2.565  | 13,84  | 3     |
| Rilanciamo Marigliano       | Sebastiano Sorrentino Accede al ballottaggio | 6.372                       | 33,15  | 1.563                             | 8,44   | 2      |       |
| Sinistra e Libertà          | Sebastiano Sorrentino Accede al ballottaggio | 6.372                       | 33,15  | 1.495                             | 8,07   | 2      |       |
| Italia dei Valori           | Sebastiano Sorrentino Accede al ballottaggio | 6.372                       | 33,15  | 351                               | 1,89   | -      |       |
| Seggio al candidato sindaco | Seggio al candidato sindaco                  | Seggio al candidato sindaco | 33,15  | 1                                 |        |        |       |
|                             | Luigi Terracciano                            | 3.529                       | 18,36  | Alleanza di Centro per la Libertà | 2.113  | 11,40  | 2     |
| Leali per Marigliano        | Luigi Terracciano                            | 3.529                       | 18,36  | 1.193                             | 6,44   | 1      |       |
| Seggio al candidato sindaco | Seggio al candidato sindaco                  | Seggio al candidato sindaco | 18,36  | 1                                 |        |        |       |
|                             | Giuseppe Sebastiano Esposito                 | 562                         | 2,92   | Una Generazione Nuova             | 566    | 3,06   | -     |
|                             | Giuseppe Sodano                              | 526                         | 2,74   | Amo Marigliano                    | 402    | 2,17   | -     |
|                             | Giovanni Salomone                            | 275                         | 1,43   | Federazione della Sinistra        | 204    | 1,10   | -     |
|                             | Silvio Venezia                               | 111                         | 0,58   | Per le Nostre Radici              | 99     | 0,53   | -     |
| Totale                      | Totale                                       | 18.527                      | 100,00 |                                   | 19.220 | 100,00 | 30    |

### Nola
| Candidati                                       | Candidati                    | Voti                        | %     | Liste                   | Voti    | %     | Seggi |
| ----------------------------------------------- | ---------------------------- | --------------------------- | ----- | ----------------------- | ------- | ----- | ----- |
|                                                 | Geremia Biancardi ✔️ Sindaco | 14.570                      | 63,04 | Il Popolo della Libertà | 9.377   | 41,38 | 16    |
| Unione di Centro                                | Geremia Biancardi ✔️ Sindaco | 14.570                      | 63,04 | 1.663                   | 7,34    | 2     |       |
| Movimento per le Autonomie                      | Geremia Biancardi ✔️ Sindaco | 14.570                      | 63,04 | 1.157                   | 5,11    | 1     |       |
| Nuovo PSI                                       | Geremia Biancardi ✔️ Sindaco | 14.570                      | 63,04 | 955                     | 4,21    | 1     |       |
| Alleanza di Centro per la Libertà               | Geremia Biancardi ✔️ Sindaco | 14.570                      | 63,04 | 921                     | 4,06    | 1     |       |
| Libertà Uniti per Nola                          | Geremia Biancardi ✔️ Sindaco | 14.570                      | 63,04 | 669                     | 2,95    | 1     |       |
| Nola "Uguale" per Tutti                         | Geremia Biancardi ✔️ Sindaco | 14.570                      | 63,04 | 485                     | 2,14    | -     |       |
| Movimento di Autonomia Popolare per la Nolanità | Geremia Biancardi ✔️ Sindaco | 14.570                      | 63,04 | 363                     | 1,60    | -     |       |
| Udeur                                           | Geremia Biancardi ✔️ Sindaco | 14.570                      | 63,04 | 328                     | 1,45    | -     |       |
| Fiamma Tricolore                                | Geremia Biancardi ✔️ Sindaco | 14.570                      | 63,04 | 55                      | 0,24    | -     |       |
|                                                 | Francesco Ambrosio           | 6.665                       | 28,84 | Partito Democratico     | 1.922   | 8,48  | 3     |
| Italia dei Valori                               | Francesco Ambrosio           | 6.665                       | 28,84 | 1.015                   | 4,48    | 1     |       |
| Etica e Politica                                | Francesco Ambrosio           | 6.665                       | 28,84 | 898                     | 3,96    | 1     |       |
| Nola ai Nolani                                  | Francesco Ambrosio           | 6.665                       | 28,84 | 754                     | 3,33    | 1     |       |
| Sinistra e Libertà                              | Francesco Ambrosio           | 6.665                       | 28,84 | 421                     | 1,86    | -     |       |
| Progetto Nola                                   | Francesco Ambrosio           | 6.665                       | 28,84 | 403                     | 1,78    | -     |       |
| Seggio al candidato sindaco                     | Seggio al candidato sindaco  | Seggio al candidato sindaco | 28,84 | 1                       |         |       |       |
|                                                 | Luigi Conventi               | 1.064                       | 4,60  | Città Viva              | 807     | 3,56  | -     |
| Seggio al candidato sindaco                     | Seggio al candidato sindaco  | Seggio al candidato sindaco | 4,60  | 1                       |         |       |       |
|                                                 | Vincenzo Napolitano          | 814                         | 3,52  | P.e.r. Nola             | 468     | 2,07  | -     |
| Totale                                          | Totale                       | 22.661                      | 100   |                         | '23.113 | 100   | 30    |

### Ottaviano
| Candidati                         | Candidati                                  | Voti                        | %     | Liste                              | Voti   | %     | Seggi |
| --------------------------------- | ------------------------------------------ | --------------------------- | ----- | ---------------------------------- | ------ | ----- | ----- |
|                                   | Mario Iervolino Accede al ballottaggio     | 7.315                       | 46,99 | Partito Democratico                | 1.722  | 11,65 | 3     |
| La Ginestra                       | Mario Iervolino Accede al ballottaggio     | 7.315                       | 46,99 | 1.383                              | 9,63   | 3     |       |
| Italia dei Valori                 | Mario Iervolino Accede al ballottaggio     | 7.315                       | 46,99 | 916                                | 6,20   | 1     |       |
| Ottaviano Città Solidale          | Mario Iervolino Accede al ballottaggio     | 7.315                       | 46,99 | 872                                | 5,90   | 1     |       |
| La Sinistra per Ottaviano         | Mario Iervolino Accede al ballottaggio     | 7.315                       | 46,99 | 849                                | 5,75   | 1     |       |
| Partito del Popolo Campano        | Mario Iervolino Accede al ballottaggio     | 7.315                       | 46,99 | 754                                | 5,10   | 1     |       |
| Solidarietà e Progresso           | Mario Iervolino Accede al ballottaggio     | 7.315                       | 46,99 | 629                                | 4,26   | 1     |       |
|                                   | Giovanni D'Ambrosio Accede al ballottaggio | 5.622                       | 36,12 | Rinnovamento Democratico Cattolico | 1.566  | 10,60 | 2     |
| Leali per Ottaviano               | Giovanni D'Ambrosio Accede al ballottaggio | 5.622                       | 36,12 | 1.501                              | 10,16  | 2     |       |
| Alleanza di Centro per la Libertà | Giovanni D'Ambrosio Accede al ballottaggio | 5.622                       | 36,12 | 566                                | 3,83   | -     |       |
| Udeur                             | Giovanni D'Ambrosio Accede al ballottaggio | 5.622                       | 36,12 | 488                                | 3,30   | -     |       |
| Democrazia Cristiana              | Giovanni D'Ambrosio Accede al ballottaggio | 5.622                       | 36,12 | 287                                | 1,94   | -     |       |
| La Destra                         | Giovanni D'Ambrosio Accede al ballottaggio | 5.622                       | 36,12 | 205                                | 1,39   | -     |       |
| Seggio al candidato sindaco       | Seggio al candidato sindaco                | Seggio al candidato sindaco | 36,12 | 1                                  |        |       |       |
|                                   | Pasquale Ciccarelli                        | 2.629                       | 16,89 | Movimento per le Autonomie         | 1.246  | 8,43  | 1     |
| Il Popolo della Libertà           | Pasquale Ciccarelli                        | 2.629                       | 16,89 | 1.067                              | 7,22   | 1     |       |
| Unione di Centro                  | Pasquale Ciccarelli                        | 2.629                       | 16,89 | 726                                | 4,91   | -     |       |
| Seggio al candidato sindaco       | Seggio al candidato sindaco                | Seggio al candidato sindaco | 16,89 | 1                                  |        |       |       |
| Totale                            | Totale                                     | 14.777                      | 100   |                                    | 15.566 | 100   | 20    |

### Pompei
| Candidati                          | Candidati                    | Voti                        | %     | Liste                     | Voti   | %     | Seggi |
| ---------------------------------- | ---------------------------- | --------------------------- | ----- | ------------------------- | ------ | ----- | ----- |
|                                    | Claudio D'Alessio ✔️ Sindaco | 10.539                      | 61,06 | Partito Democratico       | 2.077  | 12,85 | 3     |
| Impegno Democratico                | Claudio D'Alessio ✔️ Sindaco | 10.539                      | 61,06 | 1.516                     | 9,38   | 2     |       |
| Unità e Democrazia                 | Claudio D'Alessio ✔️ Sindaco | 10.539                      | 61,06 | 1.432                     | 8,86   | 2     |       |
| Popolari per Pompei                | Claudio D'Alessio ✔️ Sindaco | 10.539                      | 61,06 | 1.357                     | 8,40   | 2     |       |
| Centro Democratico                 | Claudio D'Alessio ✔️ Sindaco | 10.539                      | 61,06 | 1.196                     | 7,40   | 2     |       |
| Movimento Popolare                 | Claudio D'Alessio ✔️ Sindaco | 10.539                      | 61,06 | 886                       | 5,48   | 1     |       |
| Federazione dei Cristiano Popolari | Claudio D'Alessio ✔️ Sindaco | 10.539                      | 61,06 | 815                       | 5,04   | 1     |       |
| Pompei è                           | Claudio D'Alessio ✔️ Sindaco | 10.539                      | 61,06 | 669                       | 4,14   | 1     |       |
| Italia dei Valori                  | Claudio D'Alessio ✔️ Sindaco | 10.539                      | 61,06 | 591                       | 3,66   | -     |       |
|                                    | Giuseppe Tortora             | 3.440                       | 19,93 | Unione di Centro          | 1.560  | 9,65  | 2     |
| Alternativa Pompeiana              | Giuseppe Tortora             | 3.440                       | 19,93 | 521                       | 3,22   | -     |       |
| Movimento per le Autonomie         | Giuseppe Tortora             | 3.440                       | 19,93 | 330                       | 2,04   | -     |       |
| Democratici Riformisti Pompei      | Giuseppe Tortora             | 3.440                       | 19,93 | 291                       | 1,80   | -     |       |
| Il Cittadino Dc                    | Giuseppe Tortora             | 3.440                       | 19,93 | 16                        | 0,10   | -     |       |
| Seggio al candidato sindaco        | Seggio al candidato sindaco  | Seggio al candidato sindaco | 19,93 | 1                         |        |       |       |
|                                    | Michele Genovese             | 2.512                       | 14,55 | Il Popolo della Libertà   | 1.615  | 9,99  | 2     |
| Progetto Pompei                    | Michele Genovese             | 2.512                       | 14,55 | 331                       | 2,05   | -     |       |
| Partito Socialista                 | Michele Genovese             | 2.512                       | 14,55 | 137                       | 0,85   | -     |       |
| Popolari Liberali                  | Michele Genovese             | 2.512                       | 14,55 | 93                        | 0,58   | -     |       |
| Udeur                              | Michele Genovese             | 2.512                       | 14,55 | 66                        | 0,41   | -     |       |
| Seggio al candidato sindaco        | Seggio al candidato sindaco  | Seggio al candidato sindaco | 14,55 | 1                         |        |       |       |
|                                    | Giuseppe Tucci               | 770                         | 4,46  | Unione Democratici Pompei | 284    | 1,76  | -     |
| Alleanza di Centro per la Libertà  | Giuseppe Tucci               | 770                         | 4,46  | 275                       | 1,70   | -     |       |
| Partito Pensionati                 | Giuseppe Tucci               | 770                         | 4,46  | 104                       | 0,54   | -     |       |
| Totale                             | Totale                       | 16.162                      | 100   |                           | 17.261 | 100   | 20    |

### Portici
| Candidati                   | Candidati                   | Voti                        | %     | Liste                   | Voti    | %     | Seggi |
| --------------------------- | --------------------------- | --------------------------- | ----- | ----------------------- | ------- | ----- | ----- |
|                             | Vincenzo Cuomo ✔️ Sindaco   | 24.693                      | 69,38 | Partito Democratico     | 11.562  | 34,29 | 12    |
| Partito Socialista          | Vincenzo Cuomo ✔️ Sindaco   | 24.693                      | 69,38 | 2.773                   | 8,23    | 2     |       |
| Sinistra con Vendola        | Vincenzo Cuomo ✔️ Sindaco   | 24.693                      | 69,38 | 2.361                   | 7,00    | 2     |       |
| Italia dei Valori           | Vincenzo Cuomo ✔️ Sindaco   | 24.693                      | 69,38 | 2.112                   | 6,26    | 2     |       |
| Federazione dei Verdi       | Vincenzo Cuomo ✔️ Sindaco   | 24.693                      | 69,38 | 1.673                   | 4,96    | 1     |       |
| Repubblicani Democratici    | Vincenzo Cuomo ✔️ Sindaco   | 24.693                      | 69,38 | 1.319                   | 3,91    | 1     |       |
| Comunisti Italiani          | Vincenzo Cuomo ✔️ Sindaco   | 24.693                      | 69,38 | 1.316                   | 3,90    | 1     |       |
|                             | Marcello Di Caterina        | 8.721                       | 24,50 | Il Popolo della Libertà | 6.039   | 17,91 | 6     |
| Unione di Centro            | Marcello Di Caterina        | 8.721                       | 24,50 | 1.015                   | 3,01    | 1     |       |
| Nuova Città                 | Marcello Di Caterina        | 8.721                       | 24,50 | 935                     | 2,77    | -     |       |
| Democrazia Cristiana        | Marcello Di Caterina        | 8.721                       | 24,50 | 260                     | 0,77    | -     |       |
| Nuovo PSI                   | Marcello Di Caterina        | 8.721                       | 24,50 | 185                     | 0,55    | -     |       |
| Seggio al candidato sindaco | Seggio al candidato sindaco | Seggio al candidato sindaco | 24,50 | 1                       |         |       |       |
|                             | Vincenzo Ciotola            | 1.031                       | 2,90  | Udeur                   | 773     | 2,29  | -     |
| Democratici per Portici     | Vincenzo Ciotola            | 1.031                       | 2,90  | 313                     | 0,93    | -     |       |
| Seggio al candidato sindaco | Seggio al candidato sindaco | Seggio al candidato sindaco | 2,90  | 1                       |         |       |       |
|                             | Silvio Vanacore             | 700                         | 1,97  | Rifondazione Comunista  | 777     | 2,30  | -     |
|                             | Franco Imparato             | 447                         | 1,26  | Noi Consumatori         | 217     | 0,64  | -     |
| Partito Pensionati          | Franco Imparato             | 447                         | 1,26  | 84                      | 0,25    | -     |       |
| Totale                      | Totale                      | 33.174                      | 100   |                         | '35.592 | 100   | 30    |

### Sant'Antonio Abate
| Candidati                         | Candidati                                | Voti                        | %     | Liste                      | Voti   | %     | Seggi |
| --------------------------------- | ---------------------------------------- | --------------------------- | ----- | -------------------------- | ------ | ----- | ----- |
|                                   | Antonio Varone Accede al ballottaggio    | 6.494                       | 49,71 | Unione di Centro           | 1.599  | 12,57 | 3     |
| Federazione Abatese               | Antonio Varone Accede al ballottaggio    | 6.494                       | 49,71 | 1.476                      | 11,61  | 3     |       |
| Democratici Abatesi               | Antonio Varone Accede al ballottaggio    | 6.494                       | 49,71 | 1.458                      | 11,47  | 3     |       |
| Uniti per Varone                  | Antonio Varone Accede al ballottaggio    | 6.494                       | 49,71 | 1.251                      | 9,84   | 3     |       |
| Alleanza di Centro per la Libertà | Antonio Varone Accede al ballottaggio    | 6.494                       | 49,71 | 32                         | 0,25   | -     |       |
|                                   | Gioacchino Alfano Accede al ballottaggio | 5.298                       | 40,55 | Il Popolo della Libertà    | 2.319  | 18,24 | 3     |
| Movimento per le Autonomie        | Gioacchino Alfano Accede al ballottaggio | 5.298                       | 40,55 | 1.176                      | 9,25   | 1     |       |
| Alleanza Abatese                  | Gioacchino Alfano Accede al ballottaggio | 5.298                       | 40,55 | 1.065                      | 8,38   | 1     |       |
| Abatesi Liberi                    | Gioacchino Alfano Accede al ballottaggio | 5.298                       | 40,55 | 1.034                      | 8,13   | 1     |       |
| Alfano Gioacchino Sind@co         | Gioacchino Alfano Accede al ballottaggio | 5.298                       | 40,55 | 379                        | 2,98   | -     |       |
| Seggio al candidato sindaco       | Seggio al candidato sindaco              | Seggio al candidato sindaco | 40,55 | 1                          |        |       |       |
|                                   | Donatella Donadio                        | 1.040                       | 7,96  | Movimento Libertà e Lavoro | 463    | 3,64  | -     |
| Donadio Giovane con Noi           | Donatella Donadio                        | 1.040                       | 7,96  | 154                        | 1,21   | -     |       |
| Donadio Sindaco                   | Donatella Donadio                        | 1.040                       | 7,96  | 145                        | 1,14   | -     |       |
| Etica Nuova                       | Donatella Donadio                        | 1.040                       | 7,96  | 54                         | 0,42   | -     |       |
| Seggio al candidato sindaco       | Seggio al candidato sindaco              | Seggio al candidato sindaco | 7,96  | 1                          |        |       |       |
|                                   | Lucia Lombardo                           | 232                         | 1,78  | Donne per il Territorio    | 111    | 0,87  | -     |
| Totale                            | Totale                                   | 12.716                      | 100   |                            | 13.064 | 100   | 20    |

## Avellino

### Avellino
| Candidati | Candidati                               | Voti                        | %     | Liste                      | Voti   | %     | Seggi |
| --- | --------------------------------------- | --------------------------- | ----- | -------------------------- | ------ | ----- | ----- |
| | Giuseppe Galasso Accede al ballottaggio | 15.997                      | 42,08 | Partito Democratico        | 10.324 | 28,03 | 18    |
| Democratici per Avellino                                                                                     | Giuseppe Galasso Accede al ballottaggio | 15.997                      | 42,08 | 1.674                      | 4,55   | 3     |       |
| Italia dei Valori                                                                                            | Giuseppe Galasso Accede al ballottaggio | 15.997                      | 42,08 | 1.016                      | 2,76   | 1     |       |
| Partito Socialista                                                                                           | Giuseppe Galasso Accede al ballottaggio | 15.997                      | 42,08 | 467                        | 1,27   | -     |       |
| La Sinistra che Unisce (Movimento per la Sinistra-Federazione dei Verdi-Socialisti Irpini-Unire la Sinistra) | Giuseppe Galasso Accede al ballottaggio | 15.997                      | 42,08 | 371                        | 1,01   | -     |       |
| Pensionati per l'Irpinia                                                                                     | Giuseppe Galasso Accede al ballottaggio | 15.997                      | 42,08 | 81                         | 0,22   | -     |       |
| | Massimo Preziosi Accede al ballottaggio | 16.310                      | 42,90 | Unione di Centro           | 6.129  | 16,64 | 6     |
| Il Popolo della Libertà                                                                                      | Massimo Preziosi Accede al ballottaggio | 16.310                      | 42,90 | 5.043                      | 13,69  | 5     |       |
| Vento di Centro                                                                                              | Massimo Preziosi Accede al ballottaggio | 16.310                      | 42,90 | 2.574                      | 6,99   | 2     |       |
| Movimento per le Autonomie                                                                                   | Massimo Preziosi Accede al ballottaggio | 16.310                      | 42,90 | 1.012                      | 2,75   | 1     |       |
| Popolari UDEUR                                                                                               | Massimo Preziosi Accede al ballottaggio | 16.310                      | 42,90 | 1.005                      | 2,73   | -     |       |
| Italiani nel Mondo                                                                                           | Massimo Preziosi Accede al ballottaggio | 16.310                      | 42,90 | 742                        | 2,01   | -     |       |
| Alleanza di Centro                                                                                           | Massimo Preziosi Accede al ballottaggio | 16.310                      | 42,90 | 733                        | 1,99   | -     |       |
| Nuovo PSI | Massimo Preziosi Accede al ballottaggio | 16.310                      | 42,90 | 288                        | 0,78   | -     |       |
| La Destra | Massimo Preziosi Accede al ballottaggio | 16.310                      | 42,90 | 222                        | 0,60   | -     |       |
| Seggio al candidato sindaco                                                                                  | Seggio al candidato sindaco             | Seggio al candidato sindaco | 42,90 | 1                          |        |       |       |
| | Antonio Gengaro                         | 2.684                       | 7,06  | Centrosinistra Alternativo | 1.352  | 3,67  | -     |
| Federazione della Sinistra                                                                                   | Antonio Gengaro                         | 2.684                       | 7,06  | 735                        | 2,00   | -     |       |
| Seggio al candidato sindaco                                                                                  | Seggio al candidato sindaco             | Seggio al candidato sindaco | 7,06  | 1                          |        |       |       |
| | Gianluca Festa                          | 1.996                       | 5,25  | Avellino Futura            | 891    | 2,42  | 1     |
| Uniti per Avellino                                                                                           | Gianluca Festa                          | 1.996                       | 5,25  | 617                        | 1,68   | -     |       |
| Riscopriamo Avellino                                                                                         | Gianluca Festa                          | 1.996                       | 5,25  | 446                        | 1,21   | -     |       |
| Seggio al candidato sindaco                                                                                  | Seggio al candidato sindaco             | Seggio al candidato sindaco | 5,25  | 1                          |        |       |       |
| | Nicola Micera                           | 1.032                       | 2,71  | Movimento di Centro        | 1.108  | 3,01  | -     |
| Totale | Totale                                  | 38.019                      | 100   |                            | 36.830 | 100   | 40    |

### Ariano Irpino
| Candidati                                | Candidati                               | Voti                        | %     | Liste               | Voti   | %     | Seggi |
| ---------------------------------------- | --------------------------------------- | --------------------------- | ----- | ------------------- | ------ | ----- | ----- |
|                                          | Antonio Mainiero Accede al ballottaggio | 7.704                       | 47,87 | Popolari per Ariano | 4.184  | 26,73 | 7     |
| Unione di Centro                         | Antonio Mainiero Accede al ballottaggio | 7.704                       | 47,87 | 1.961               | 12,53  | 3     |       |
| L'Orologio Autonomia e Libertà           | Antonio Mainiero Accede al ballottaggio | 7.704                       | 47,87 | 1.612               | 10,30  | 2     |       |
|                                          | Gaetano Bevere Accede al ballottaggio   | 3.745                       | 23,27 | Partito Democratico | 1.409  | 9,00  | 1     |
| Partito Socialista                       | Gaetano Bevere Accede al ballottaggio   | 3.745                       | 23,27 | 1.099               | 7,02   | 1     |       |
| Sinistra Democratica-Ariano in Movimento | Gaetano Bevere Accede al ballottaggio   | 3.745                       | 23,27 | 577                 | 3,69   | -     |       |
| Seggio al candidato sindaco              | Seggio al candidato sindaco             | Seggio al candidato sindaco | 23,27 | 1                   |        |       |       |
|                                          | Pasqualino Santoro                      | 3.321                       | 20,64 | Insieme per Ariano  | 2.031  | 12,97 | 2     |
| Liberi e Forti per l'Autonomia           | Pasqualino Santoro                      | 3.321                       | 20,64 | 1.475               | 9,42   | 1     |       |
| Seggio al candidato sindaco              | Seggio al candidato sindaco             | Seggio al candidato sindaco | 20,64 | 1                   |        |       |       |
|                                          | Carmine Peluso                          | 1.322                       | 8,22  | Uniti per Cambiare  | 1.307  | 8,35  | -     |
| Seggio al candidato sindaco              | Seggio al candidato sindaco             | Seggio al candidato sindaco | 8,22  | 1                   |        |       |       |
| Totale                                   | Totale                                  | 15.655                      | 100   |                     | 16.092 | 100   | 20    |

## Caserta

### Marcianise
| Candidati                   | Candidati                      | Voti                        | %     | Liste                         | Voti   | %     | Seggi |
| --------------------------- | ------------------------------ | --------------------------- | ----- | ----------------------------- | ------ | ----- | ----- |
|                             | Antonio Tartaglione ✔️ Sindaco | 15.294                      | 58,36 | Unione di Centro              | 6.423  | 25,10 | 8     |
| Il Popolo della Libertà     | Antonio Tartaglione ✔️ Sindaco | 15.294                      | 58,36 | 3.633                         | 14,19  | 5     |       |
| Popolari Liberali           | Antonio Tartaglione ✔️ Sindaco | 15.294                      | 58,36 | 2.767                         | 10,81  | 3     |       |
| Vento di Centro             | Antonio Tartaglione ✔️ Sindaco | 15.294                      | 58,36 | 2.198                         | 8,59   | 3     |       |
|                             | Pietro Squeglia                | 4.715                       | 17,99 | Popolari Marcianise al Centro | 3.892  | 15,21 | 4     |
| Liberi & Forti              | Pietro Squeglia                | 4.715                       | 17,99 | 599                           | 2,34   | -     |       |
| Seggio al candidato sindaco | Seggio al candidato sindaco    | Seggio al candidato sindaco | 17,99 | 1                             |        |       |       |
|                             | Giuseppe Moretta               | 2.658                       | 10,14 | Partito Socialista            | 2.464  | 9,63  | 2     |
| Seggio al candidato sindaco | Seggio al candidato sindaco    | Seggio al candidato sindaco | 10,14 | 1                             |        |       |       |
|                             | Mario Immacolato Paternuosto   | 2.432                       | 9,28  | Partito Democratico           | 1.989  | 7,77  | 2     |
| Italia dei Valori           | Mario Immacolato Paternuosto   | 2.432                       | 9,28  | 912                           | 3,56   | -     |       |
| Seggio al candidato sindaco | Seggio al candidato sindaco    | Seggio al candidato sindaco | 9,28  | 1                             |        |       |       |
|                             | Irene Maffini                  | 1.109                       | 4,23  | La Nostra Terra               | 717    | 2,80  | -     |
| Totale                      | Totale                         | 25.594                      | 100   |                               | 26.208 | 100   | 30    |

## Salerno

### Baronissi
| Candidati                                                      | Candidati                       | Voti                        | %     | Liste                      | Voti   | %     | Seggi |
| -------------------------------------------------------------- | ------------------------------- | --------------------------- | ----- | -------------------------- | ------ | ----- | ----- |
|                                                                | Giovanni Moscatiello ✔️ Sindaco | 6.504                       | 58,56 | Moscatiello Sindaco        | 3.719  | 34,81 | 7     |
| Impegno Civico                                                 | Giovanni Moscatiello ✔️ Sindaco | 6.504                       | 58,56 | 2.805                      | 26,25  | 5     |       |
|                                                                | Francesco Cosimato              | 2.861                       | 25,76 | Baronissi in Prima Persona | 1.809  | 16,93 | 3     |
| Federazione della Sinistra e Indipendenti per Cosimato Sindaco | Francesco Cosimato              | 2.861                       | 25,76 | 751                        | 7,03   | 1     |       |
| Seggio al candidato sindaco                                    | Seggio al candidato sindaco     | Seggio al candidato sindaco | 25,76 | 1                          |        |       |       |
|                                                                | Raffaele Petta                  | 1.742                       | 15,68 | Il Popolo della Libertà    | 1.601  | 14,98 | 2     |
| Seggio al candidato sindaco                                    | Seggio al candidato sindaco     | Seggio al candidato sindaco | 15,68 | 1                          |        |       |       |
| Totale                                                         | Totale                          | 10.685                      | 100   |                            | 11.107 | 100   | 20    |

### Battipaglia
| Candidati                                | Candidati                                  | Voti                 | %     | Liste                   | Voti   | %     | Seggi |
| ---------------------------------------- | ------------------------------------------ | -------------------- | ----- | ----------------------- | ------ | ----- | ----- |
|                                          | Giovanni Santomauro Accede al ballottaggio | 13.197               | 39,91 | Partito Democratico     | 5.681  | 17,75 | 6     |
| Battipaglia Domani                       | Giovanni Santomauro Accede al ballottaggio | 13.197               | 39,91 | 2.661                   | 8,32   | 2     |       |
| Liberal Democratici                      | Giovanni Santomauro Accede al ballottaggio | 13.197               | 39,91 | 2.265                   | 7,08   | 2     |       |
| Italia dei Valori                        | Giovanni Santomauro Accede al ballottaggio | 13.197               | 39,91 | 1.809                   | 5,65   | 2     |       |
| Federazione della Sinistra               | Giovanni Santomauro Accede al ballottaggio | 13.197               | 39,91 | 561                     | 1,75   | -     |       |
|                                          | Gerardo Motta Accede al ballottaggio       | 14.131               | 42,74 | Il Popolo della Libertà | 8.771  | 27,41 | 9     |
| Alleanza di Centro per la Libertà        | Gerardo Motta Accede al ballottaggio       | 14.131               | 42,74 | 2.218                   | 6,93   | 2     |       |
| Unione di Centro                         | Gerardo Motta Accede al ballottaggio       | 14.131               | 42,74 | 1.847                   | 5,77   | 2     |       |
| Udeur                                    | Gerardo Motta Accede al ballottaggio       | 14.131               | 42,74 | 1.532                   | 4,79   | 1     |       |
| Movimento per le Autonomie               | Gerardo Motta Accede al ballottaggio       | 14.131               | 42,74 | 1.097                   | 3,43   | 1     |       |
| Valori Etica e Libertà (Nuovo PSI-Altri) | Gerardo Motta Accede al ballottaggio       | 14.131               | 42,74 | 678                     | 2,12   | -     |       |
| Movimento per l'Italia                   | Gerardo Motta Accede al ballottaggio       | 14.131               | 42,74 | 206                     | 0,64   | -     |       |
| La Destra                                | Gerardo Motta Accede al ballottaggio       | 14.131               | 42,74 | 133                     | 0,42   | -     |       |
| Seggio di coalizione                     | Seggio di coalizione                       | Seggio di coalizione | 42,74 | 1                       |        |       |       |
|                                          | Cecilia Francese                           | 5.736                | 17,35 | Etica Buon Governo      | 2.540  | 7,94  | 1     |
| Seggio di coalizione                     | Seggio di coalizione                       | Seggio di coalizione | 17,35 | 1                       |        |       |       |
| Totale                                   | Totale                                     | 31.999               | 100   |                         | 33.064 | 100   | 30    |

### Mercato San Severino
| Candidati                   | Candidati                   | Voti                        | %     | Liste                         | Voti   | %     | Seggi |
| --------------------------- | --------------------------- | --------------------------- | ----- | ----------------------------- | ------ | ----- | ----- |
|                             | Giovanni Romano ✔️ Sindaco  | 8.917                       | 60,83 | Lista Civica per San Severino | 4.677  | 33,61 | 7     |
| Uniti per San Severino      | Giovanni Romano ✔️ Sindaco  | 8.917                       | 60,83 | 4.443                         | 31,92  | 7     |       |
|                             | Carmine Ansalone            | 4.238                       | 28,91 | Alternativa Democratica       | 1.750  | 12,57 | 2     |
| Vota Ansalone Sindaco       | Carmine Ansalone            | 4.238                       | 28,91 | 1.191                         | 8,56   | 1     |       |
| Insieme per Cambiare        | Carmine Ansalone            | 4.238                       | 28,91 | 638                           | 4,58   | 1     |       |
| Seggio al candidato sindaco | Seggio al candidato sindaco | Seggio al candidato sindaco | 28,91 | 1                             |        |       |       |
|                             | Mauro Iannone               | 1.504                       | 10,26 | Guardiamo Oltre               | 900    | 6,47  | -     |
| Udeur                       | Mauro Iannone               | 1.504                       | 10,26 | 318                           | 2,28   | -     |       |
| Seggio al candidato sindaco | Seggio al candidato sindaco | Seggio al candidato sindaco | 10,26 | 1                             |        |       |       |
| Totale                      | Totale                      | 13.917                      | 100   |                               | 14.659 | 100   | 20    |

### Nocera Superiore
| Candidati                                          | Candidati                     | Voti                        | %     | Liste                   | Voti   | %     | Seggi |
| -------------------------------------------------- | ----------------------------- | --------------------------- | ----- | ----------------------- | ------ | ----- | ----- |
|                                                    | Gaetano Montalbano ✔️ Sindaco | 10.992                      | 68,87 | Il Popolo della Libertà | 3.473  | 22,55 | 6     |
| Unione di Centro                                   | Gaetano Montalbano ✔️ Sindaco | 10.992                      | 68,87 | 1.762                   | 11,44  | 3     |       |
| Forza Montalbano                                   | Gaetano Montalbano ✔️ Sindaco | 10.992                      | 68,87 | 1.674                   | 10,87  | 2     |       |
| Alleanza per Montalbano                            | Gaetano Montalbano ✔️ Sindaco | 10.992                      | 68,87 | 1.148                   | 7,45   | 2     |       |
| Democrazia Federalista                             | Gaetano Montalbano ✔️ Sindaco | 10.992                      | 68,87 | 1.146                   | 7,44   | 1     |       |
| Movimento per le Autonomie                         | Gaetano Montalbano ✔️ Sindaco | 10.992                      | 68,87 | 803                     | 5,21   | 1     |       |
| Legalità e Trasparenza                             | Gaetano Montalbano ✔️ Sindaco | 10.992                      | 68,87 | 796                     | 5,17   | 1     |       |
| Udeur                                              | Gaetano Montalbano ✔️ Sindaco | 10.992                      | 68,87 | 569                     | 3,69   | -     |       |
| Alleanza per le Libertà                            | Gaetano Montalbano ✔️ Sindaco | 10.992                      | 68,87 | 391                     | 2,54   | -     |       |
| Democrazia Cristiana-Partito Repubblicano Italiano | Gaetano Montalbano ✔️ Sindaco | 10.992                      | 68,87 | 96                      | 0,62   | -     |       |
|                                                    | Mario Iannone                 | 4.968                       | 31,13 | Partito Democratico     | 1.447  | 9,40  | 2     |
| Uniti e Liberi                                     | Mario Iannone                 | 4.968                       | 31,13 | 1.244                   | 8,08   | 1     |       |
| Adriana Greco per Nocera                           | Mario Iannone                 | 4.968                       | 31,13 | 527                     | 3,42   | -     |       |
| Donne                                              | Mario Iannone                 | 4.968                       | 31,13 | 324                     | 2,10   | -     |       |
| Seggio al candidato sindaco                        | Seggio al candidato sindaco   | Seggio al candidato sindaco | 31,13 | 1                       |        |       |       |
| Totale                                             | Totale                        | 15.400                      | 100   |                         | 15.960 | 100   | 20    |

### Sarno
| Candidati                                                                                               | Candidati                   | Voti                        | %     | Liste                   | Voti   | %     | Seggi |
| --- | --------------------------- | --------------------------- | ----- | ----------------------- | ------ | ----- | ----- |
| | Amilcare Mancusi ✔️ Sindaco | 14.203                      | 71,58 | Il Popolo della Libertà | 7.012  | 36,31 | 12    |
| Unione di Centro                                                                                        | Amilcare Mancusi ✔️ Sindaco | 14.203                      | 71,58 | 2.588                   | 13,40  | 4     |       |
| Alleanza e Forza-Sarno con Mancusi                                                                      | Amilcare Mancusi ✔️ Sindaco | 14.203                      | 71,58 | 1.722                   | 8,92   | 3     |       |
| Movimento per le Autonomie                                                                              | Amilcare Mancusi ✔️ Sindaco | 14.203                      | 71,58 | 1.477                   | 7,65   | 2     |       |
| Democrazia Cristiana                                                                                    | Amilcare Mancusi ✔️ Sindaco | 14.203                      | 71,58 | 1.445                   | 7,48   | 2     |       |
| Alleanza di Centro per la Libertà                                                                       | Amilcare Mancusi ✔️ Sindaco | 14.203                      | 71,58 | 319                     | 1,65   | -     |       |
| | Giuseppe Corrado            | 5.638                       | 28,42 | Partito Democratico     | 3.342  | 17,31 | 4     |
| Con Corrado Sindaco (Italia dei Valori-Partito Socialista-Rifondazione Comunista-Federazione dei Verdi) | Giuseppe Corrado            | 5.638                       | 28,42 | 1.404                   | 7,27   | 2     |       |
| Seggio al candidato sindaco                                                                             | Seggio al candidato sindaco | Seggio al candidato sindaco | 28,42 | 1                       |        |       |       |
| Totale                                                                                                  | Totale                      | 19.309                      | 100   |                         | 19.841 | 100   | 30    |